# Akacjusz (patriarcha Konstantynopola)
Akacjusz (zm. 489) – patriarcha Konstantynopola w latach 471–488, zwolennik monofizytyzmu. 

## Życiorys
Od 484 Akacjusz I (a także jego następcy) zaczął używać tytułu patriarchy ekumenicznego pomimo protestów papieży (po grecku tytuł oznacza patriarchę całego świata). Działając z polecenia cesarza opracował formułę wiary, która rezygnowała z istotnych punktów wyznania wiary uchwalonego na soborze chalcedońskim w 451 r.